# Komuna e Kurjanit
Komuna e Kurjanit är en kommun i Albanien.   Den ligger i prefekturen Qarku i Fierit, i den centrala delen av landet, 70 km söder om huvudstaden Tirana.
Trakten runt Komuna e Kurjanit består till största delen av jordbruksmark.  Runt Komuna e Kurjanit är det ganska tätbefolkat, med 166 invånare per kvadratkilometer.